# 天福山革命遗址
天福山革命遗址，位于山东省威海市文登市天福山，是中华人民共和国山东省文物保护单位之一。
1977年12月23日，授予山东省文物保护单位，是一座革命遗址及革命纪念建筑物。